# Elassona
Elassona  este un oraș în Grecia în prefectura Larissa.